# 日米学生会議
日米学生会議（にちべいがくせいかいぎ、英: Japan-America Student Conference、略称：JASC）は、1934年より続く日本最古の国際学生交流団体である。日米両国から学生が集まり、夏の1か月間の共同生活を通して、日米に関することだけでなく様々な世界的問題に関する議論を行う。

## 概要
日米学生会議(Japan-America Student Conference-JASC)は、日本初の国際的な学生交流プログラムである。米国の対日感情の改善、日米相互の信頼回復を目指し、「世界の平和は太平洋にあり、太平洋の平和は日米間の平和にある。その一翼を学生も担うべきである」という理念の下、1934年に発足した。 
以来日米学生会議は、日米関係を考察するとともに、両国をめぐる様々な問題について、多角的に検討してきた。しかし近年のグローバリゼーションの進展と新興国の発展を経て、今日ではより広く多様な問題を日米の観点のみならずグローバルな視点から考えることが求められている。 
本会議では、日本と米国からの学生が約3週間にわたって共同生活を送りながら様々な議論や活動を行い、会議全体を通して、様々な世界の問題に対して学生同士の活発な議論を行うとともに、日米両国の参加者間の相互理解を深めていくことを目的としている。代表団のメンバーおよび会議のOB・OG（「アラムナイ（alumni）」）は、"JASCer" と呼ばれる。

## 歴史

### 1934年～1940年　初期の日米学生会議
日米学生会議は1934年、満州事変以降悪化しつつあった日米関係を憂慮した日本の学生有志により創設された。米国の対日感情改善、日米相互の信頼関係回復が急務であるという認識の下、「世界の平和は太平洋の平和にあり、太平洋の平和は日米間の平和にある。その一翼を学生も担うべきである」という理念が掲げられた。当時の日本政府の意思と能力の限界を感じた学生有志は、全国の大学の英語研究部、国際問題研究部からなる日本英語学生協会（国際学生協会の前身）を母体として、自ら先頭となって準備活動を進めていった。資金、運営面で多くの困難を抱えながらも4名の学生使節団が渡米し全米各地の大学を訪問して参加者を募り、総勢99名の米国代表を伴って帰国した。こうして第1回日米学生会議は青山学院大学で開催され、会議終了後には満州国（当時）への視察研修旅行も実施されるに至った。日本側の努力と熱意に感銘した米国側参加者の申し出によって、翌年第2回日米学生会議が米国オレゴン州ポートランドのリードカレッジで開催され、以後1940年の第7回会議まで日米両国で毎年交互に開催された。しかし、太平洋戦争勃発に伴い、日米学生会議の活動も中断を余儀なくされた。

### 1947年～1954年　戦後の日米学生会議
戦争の終結によって会議は再開を見たものの、戦前とは異なり、1953年までは日本のみでの開催となった。翌1954年、戦後初の米国開催として第15回 日米学生会議がコーネル大学で開催されたが、その後、資金問題、日本人学生の参加者の不足、米国における財政援助の中断などに悩まされ、会議は1955年 から1963年まで再び中断された。

### 1964年～今日の日米学生会議
1964年、OB/OGからの会議再開を望む声に応え、会議創始者の一人である故板橋並冶が理事長を務める一般財団法人国際教育振興会の全面的支援の下に、会議が再開された。第16回会議はリードカレッジで開催され、77名の日本人学生と62名の米国人学生が参加した。1973年の第25回会議では、限られた日程の中での議論をより効率的かつ集中的に行うために、毎回テーマを設定し、期間を1ヵ月とするなど現在の会議の基本形態が整備された。80年の歴史を持つこの会議において、最も意義のあることは、創設以来、その企画、運営を両国の学生が主体的に行っていることである。しかし創設時と今日で日米両国を取り巻く環境は大きく異なっており、会議の形態自体も変化を重ねている。日米両国が新たな関係の構築を迫られている現代において、日米学生会議は、創設当時の理念を受け継ぎつつ、時代の変化に対応してゆく柔軟性を求められているといえよう。

## 沿革
- 1934年 第1回日米学生会議開催（開催地：青山学院大学）
- 1935年 第2回日米学生会議開催（開催地：リードカレッジ）

（以降、日米交互開催）
- 1940年 第7回日米学生会議

（戦争による中断）
- 1947年 第8回日米学生会議（戦後初）

（以降、第14回まで日本開催のみ）
- 1954年 第15回日米学生会議開催（開催地：コーネル大学）

（資金不足等による中断）
- 1964年 第16回日米学生会議開催（開催地：リードカレッジ）

（以降、日米交互に開催）
- 1973年 第25回日米学生会議

（以降、期間を1か月とし基本形態が整う）
- 2020年 第72回日米学生会議（史上初のオンライン開催）
- 2021年 第73回日米学生会議（史上初のハイブリッド開催）
- 2023年 第75回日米学生会議開催予定

## 直近の過去開催地
| 【過去の開催地】 | 【過去の開催地】                                               |
| ---------------- | -------------------------------------------------------------- |
| 62回会議         | リッチモンド、ワシントンD.C.、ニューオリンズ、サンフランシスコ |
| 63回会議         | 新潟、京都/滋賀、沖縄、東京                                    |
| 64回会議         | ダラス、マディソン、バークレー/サンフランシスコ、シアトル      |
| 65回会議         | 京都、長崎、岩手、東京                                         |
| 66回会議         | デイモン、サンフランシスコ、ニューヨーク、ワシントンD.C.       |
| 67回会議         | 広島、島根、京都、東京                                         |
| 68回会議         | ボストン、ワシントンD.C.、モンタナ、サンフランシスコ           |
| 69回会議         | 京都、愛媛、三重、東京                                         |
| 70回会議         | マディソン、ワシントンD.C.、レキシントン、ポートランド         |
| 71回会議         | 高知、京都、岐阜、東京                                         |
| 72回会議         | オンライン開催                                                 |
| 73回会議         | 京都、青森、福島、ハワイ （青森を除いてオンライン開催）        |
| 74回会議         | ニューヨーク、ワシントンD.C.、アナポリス                       |
| 75回会議         | 長崎、京都、東京                                               |
| 76回会議         | ロサンゼルス、ニューオーリンズ、ワシントンD.C.(予定)           |

## 参加方法
- 参加者は実行委員による選考を経て決定される
  - 第一次選考：書類選考（小論文課題含む）
  - 第二次選考：教養試験、個人面接、集団討議
- 募集時期は例年、12月下旬〜2月上旬

## 活動内容
毎年3月に参加者が決定されたのち、約6ヶ月間にわたって事前活動、本会議、事後活動に従事する。

### 日本側参加者事前活動

#### 春合宿
28名の日本側参加者と8名の日本側実行委員が初めて全体での顔合わせをオリンピックセンターにて行う。参加者は日米学生会議の歴史を学ぶとともに、夏の本会議に向けて英語でディスカッションの練習や分科会活動の概要など「日米学生会議の基礎」を学ぶ。

#### 防衛大学校研修
日米関係を考えるとき、極めて重要となる「安全保障」についてより詳しく学ぶため、自衛隊の幹部自衛官を養成するために教育、訓練を行っている防衛大学校を訪問する。また、防衛大学校教授より特別講義を受けるとともに同大学校の学生と対話の機会を設け、防衛大学生と参加者の相互理解を図る。

#### 事前勉強会
本会議に向けて必要となる、英語力を高めたり、社会問題への理解を深めたりする目的で 、各種プログラムやディスカッション、ディベートを行う。

#### 自主研修
有志の参加者で国内外の都市を訪れ、現代社会が抱えている問題や課題を現場で直接見聞し、考察する。社会問題に多角的、また実地的な側面からフォーカスできるという当研修の特性を生かし、地元の方々との交流や、有識者による講演などを通じて諸問題の本質を問う。
| 【過去の開催地】 | 【過去の開催地】   |
| ---------------- | ------------------ |
| 66回会議         | 秋田県             |
| 67回会議         | 福井県             |
| 68回会議         | 福島県             |
| 69回会議         | 沖縄県             |
| 70回会議         | 新潟県佐渡島・中国 |
| 71回会議         | 広島県             |
| 72回会議         | 中止               |
| 73回会議         | 中止               |
| 74回会議         | 福島               |
| 75回会議         | 台湾               |
| 76回会議         | 韓国(予定)         |

#### 事前フィールドトリップ
全体あるいは分科会のテーマに即して、施設や企業、史跡を訪れ、見識を深める。日米学生会議全体として企画されるものに加えて、各分科会単位で自発的に行われるフィールドトリップも例年活発に行われている。

### 本会議中の活動
本会議は、約3週間にわたって日米いずれかで3〜4都市を巡り、国を縦断・横断する形で開催される。各回の日米学生会議のテーマに基づいて各都市でプログラムが企画され、様々な議論が繰り広げられる。

#### フィールドトリップ
分科会の議題や各開催地についての理解を深めるため、政府機関、国連機関、企業、大学、NGO、NPOおよび研究所などに実際に訪問したり、オンライン上でのパネルディスカッション等を行う。事前活動における訪問研修と同様に、問題の対象となっている現場や現状を実際に体感できる貴重な機会であり、議論に必要な具体的視点を得るために重要な活動となっている。

#### スペシャルトピックディスカッション
分科会以外でも、同年代の学生である参加者が、個々の関心に沿った議題を自由に設定し、多角的な議論を行うことを目的としている。また参加者の主体的、自発的な参加により、問題発見能力や議題設定能力を養うばかりでなく、参加者同士の交流を促し、新たな視点や発想を得ることで、会議をより充実させることも求められている。

#### リフレクション
参加者が集う中で、分科会における議論の対立や人間関係の葛藤から生まれる悩みなどを自由に話し合う。参加者自身が心を開き、自ら思うことを率直に語り合うことにより、参加者間に相互理解が生まれ、信頼構築の一助となることが期待されている。また、他者の思いを理解することにより、参加者に会議の充実や円滑な運営のために努力していく姿勢が生まれることを目的としている。

#### ファイナルフォーラム
本会議の終盤で行われるファイナルフォーラムでは、全体の総括を行う。主として分科会における議論の内容や活動を発表することにより、現代社会が抱える問題とそれに対する学生なりの見解や視点を、当事者や有識者を招いて、本会議において得られた会議の成果として社会に発信する。学生間の議論と社会とを繋ぎ、本会議が社会貢献の一翼を担うことが期待されている。

### 事後活動

#### 事後報告会
事前活動から始まる約6ヶ月間の活動全体を総括し、活動の全体報告として一般に公開する形での報告会を行う。日米学生会議での学びを総括して、それを広く社会に共有し、次年度開催の日米学生会議への移行を行う。

#### 報告書作成
参加者全員で執筆を分担し、会議の全容と成果をまとめる。日本側参加者による和文報告書と米国側参加者による英文報告書の2種類がある。当該報告書は参加者を含め、ご協力頂いた関係者に配布し、会議の学生たちが「共に考え抜いた」 1ヵ月の成果として広く社会に公表する。

## 第76回日米学生会議の分科会（Round Table）
- 技術革新に伴う文化・芸術の変容分科会
- 表現と規制分科会
- 社会起業家分科会
- 社会運動と人間心理分科会
- 環境経済とエネルギー安全保障分科会
- 福祉と倫理分科会
- 東アジアにおける日米関係分科会

## 主催・後援・協賛

### 主催
- 一般財団法人国際教育振興会

- International Student Conference（アメリカ側）

### 後援
- 外務省
- 文部科学省
- 米国大使館
- 一般社団法人日米協会

### 協賛(2021年度実績)
- 尚友倶楽部
- 霞会館
- 日米協会
- 京都日米協会
- 双日国際交流財団
- 三菱UFJ国際交流財団
- 国際教育振興会賛助会
- 住友商事株式会社
- 株式会社サンブリッジ
- 日米学生会議同窓会
- MRAハウス財団
- むつ小川原地域・産業振興財団
- 青森県
- 福島県

## OB・OG
- 松本亨 (英語教師)（第1回）
- 久保貞次郎（第2回）
- 山崎淑子（ブランコ・ド・ヴーケリッチの妻）（第2回）
- エレノア・M・ハドレー（第3回）
- 鈴木勝 (作詞家)（第3、4回）
- 宮沢喜一（元内閣総理大臣）（第6、7回）
- 伊地知庸子（宮澤喜一の妻）
- 村井七郎（元大蔵官僚、元三和銀行副頭取）
- 矢崎武夫
- 山室勇臣
- 苫米地俊博
- 奈良靖彦
- 槙原稔（元三菱商事社長）（第8、9回）
- ヘンリー・キッシンジャー（元米国国務長官）（第12回）
- 八城政基（元新生銀行取締役会長）（第12回）
- 天野順一（元日本ユニシス社長）（第12、13回）
- 橘・フクシマ・咲江（ヘッドハンター）（第22、23回）
- グレン・S・フクシマ（エアバス・ジャパン取締役会長）（第23回）
- アレン・マイナー（第35、36回）
- 橋本徹（日本政策投資銀行代表取締役社長）（第14回）
- 茂木健一郎（脳科学者）（第38回）
- 今井義典（元日本放送協会（NHK）副会長）（第17回）
- カート・トン（元駐日首席公使）（第36、37回）
- 小堀南嶺（大徳寺住職）
- 猪口邦子
- 各務洋子
- 中道洋司
- 山口寛明
- 石田アヤ
- 西村ヨネ（西村伊作の娘。石田アヤの妹）
- 関口和一
- 伊達佳内子
- 山脇啓造
- 細野恭平（第47回）

## 公式ホームページ
- 日米学生会議 公式ホームページ

## 公式SNS
- 日米学生会議公式Facebook
- 第74回日米学生会議日本側公式Instagram
- 第74回日米学生会議公式Twitter

## メディア掲載
- NHK News Web https://www3.nhk.or.jp/news/html/20220825/k10013787121000.html
- 慶應塾生新聞ONLINE　第72回 日米学生会議を率いる慶大生
- 外資就活ドットコム　エリート学生集団、日米学生会議の実態とは
- 日本経済新聞 私の履歴書
- 学生団体検索サイト学なび！ 第61回日米学生会議 - 学生団体検索サイト学なび！